# Vlaamse verkiezingen 2024
Op zondag 9 juni 2024 werden in Vlaanderen verkiezingen voor het Vlaams Parlement gehouden. Deze vallen samen met de Waalse, Brusselse, Duitstalige, federale en Europese verkiezingen. De grootste partij van Vlaanderen bleef de N-VA van Vlaams minister-president Jan Jambon.

## Vooraf
Na de verkiezingen van mei 2019 vormden N-VA, CD&V en Open Vld de Regering-Jambon onder leiding van minister-president Jan Jambon (N-VA).

## Zetels
Er zijn 124 zetels verkiesbaar verdeeld over 6 kiesomschrijvingen. 118 hiervan worden gekozen door de kiesgerechtigden wonende in de vijf provincies van het Vlaams Gewest; de overige zes worden gekozen door kiesgerechtigden wonende in het Brussels Hoofdstedelijk Gewest die bij de verkiezing voor het Brussels Hoofdstedelijk Parlement op een Nederlandstalige lijst hebben gestemd.
Om de tien jaar wordt voor de verdeling van de 124 zetels over de 6 kiesomschrijvingen gekeken naar de bevolkingscijfers en op basis daarvan eventueel aangepast. Als gevolg hiervan keurde het Vlaams Parlement in december 2022 een nieuwe zetelverdeling goed. Ten opzichte van de verkiezingen in 2019 wint de kieskring Vlaams-Brabant een zetel, ten nadele van de kieskring West-Vlaanderen. Dit komt neer op de volgende aantallen:
- Antwerpen: 33 zetels
- Brussel-Hoofdstad: 6 zetels
- Limburg: 16 zetels
- Oost-Vlaanderen: 27 zetels
- Vlaams-Brabant: 21 zetels (+1)
- West-Vlaanderen: 21 zetels (-1)

## Kandidaten

### Lijsttrekkers
De volgende namen van lijsttrekkers bij de Vlaamse verkiezingen van 9 juni 2024 zijn reeds bekendgemaakt:
| Partij | Partij        | West-Vlaanderen     | Oost-Vlaanderen       | Antwerpen         | Limburg          | Vlaams-Brabant   | Brussel-Hoofdstad    |
| ------ | ------------- | ------------------- | --------------------- | ----------------- | ---------------- | ---------------- | -------------------- |
|        | CD&V          | Hilde Crevits       | Nicole de Moor        | Katrien Schryvers | Jo Brouns        | Peter Van Rompuy | Bianca Debaets       |
|        | Groen         | Jeremie Vaneeckhout | Mieke Schauvliege     | Kim Buyst         | Bright Adiyia    | Aimen Horch      | Nadia Naji           |
|        | N-VA          | Sander Loones       | Matthias Diependaele  | Jan Jambon        | Zuhal Demir      | Ben Weyts        | Karl Vanlouwe        |
|        | Open Vld      | Jasper Pillen       | Stephanie D'Hose      | Tom Ongena        | Lydia Peeters    | Gwendolyn Rutten | Chloë Van Hoegaerden |
|        | PVDA          | Ilona Vandenberghe  | Onno Vandewalle       | Jos D'Haese       | Gaby Colebunders | Line De Witte    | Anna Milojkowic      |
|        | UF            |                     |                       |                   |                  | Maxime Timmerman |                      |
|        | Vlaams Belang | Immanuel De Reuse   | Guy D'Haeseleer       | Tom Van Grieken   | Chris Janssens   | Klaas Slootmans  | Dominiek Lootens     |
|        | Vooruit       | Pablo Annys         | Freya Van den Bossche | Caroline Gennez   | Kris Verduyckt   | Bieke Verlinden  | Hannelore Goeman     |

Andere lijsten:
- BBB: Tine Hermans in Antwerpen, Peter Smeets in Limburg, Patrick Smet in Oost-Vlaanderen
- DierAnimal: Rafaël Dockx in Antwerpen
- L99: Wanna Mertens in West-Vlaanderen
- Partij voor de Bomen: Luc Ferdinand in Vlaams-Brabant
- Volt: Jeroen Van Loock in Antwerpen en Richard Kelder in Vlaams-Brabant[37]
- Voor U: Inge Faes in Antwerpen[38], Jan Wostyn in Brussel-Hoofdstad, Yasin Gül in Limburg, Steven Arrazola de Oñate in Vlaams-Brabant, Kim Geybels in Oost-Vlaanderen[39] en Johan Kemel in West-Vlaanderen

### Kandidatenlijsten per kieskring

#### Antwerpen
| Plaats      | CD&V                    | Groen                      | N-VA                  | Open Vld                  | PVDA                    | Vlaams Belang          | Vooruit               |
| Effectieven | Effectieven             | Effectieven                | Effectieven           | Effectieven               | Effectieven             | Effectieven            | Effectieven           |
| ----------- | ----------------------- | -------------------------- | --------------------- | ------------------------- | ----------------------- | ---------------------- | --------------------- |
| 1           | Katrien Schryvers       | Kim Buyst                  | Jan Jambon            | Tom Ongena                | Jos D'Haese             | Tom Van Grieken        | Caroline Gennez       |
| 2           | Gilles Bultinck         | Bogdan Vanden Berghe       | Annick De Ridder      | Marianne Verhaert         | Lise Vandecasteele      | Anke Van dermeersch    | Hannes Anaf           |
| 3           | Mien Van Olmen          | Gabriella De Francesco     | Paul Van Miert        | Koen Helsen               | Raf Van Gestel          | Dries Devillé          | Karim Bachar          |
| 4           | Greet De bruyn          | Erkan Öztürk               | Liesbeth Homans       | Alexander Vandersmissen   | Amina Vandenheuvel      | Wim Verheyden          | Kelly Van Tendeloo    |
| 5           | Pieter De Cock          | Lydia Bottenburg           | Freya Perdaens        | Layla Grootaers           | Ivan Heyligen           | Bart Claes             | Tomas Sergooris       |
| 6           | Murat Oner              | Faysal El Morabet          | Sofie Joosen          | Cindy Dexters             | Céline Gümüs            | Els Sterckx            | Aïssatou Cissé        |
| 7           | Sabina Vandeweyer       | Michiel Hubeau             | Koen Dillen           | Marian Van Alphen         | Sharmin Shayla          | Kinga Pajak            | Arno Aerden           |
| 8           | Yannis Leirs            | Zineb El Boussaadani       | Philippe Muyters      | Samuel Markowitz          | Tony Zwijsen            | Bart Van Opstal        | Frank Vercammen       |
| 9           | Ali El Moussaoui        | Sarah Wouters              | Sanne Van Looy        | Elisabet Okmen            | Katrien Merckx          | Peggy Pooters          | Hasina Amini          |
| 10          | Eliah Peeters           | Hans Van den Eynden        | Kathleen Krekels      | Tayfun Genç               | Wout Schafraet          | Christel Engelen       | Zehra Ünlü            |
| 11          | Kristof Raets           | Giuliana Chirinos Saavedra | Serkan Bozyigit       | Katrien Masschalck        | Freja Haak              | Jan Van Wesembeeck     | Tyson Kouraichi       |
| 12          | Gert Raijmaekers        | Thierry Serrien            | Pascal Van Nueten     | Nigel Chantrain           | Maarten Vansina         | Else Van Laethem       | Farid Bennasser       |
| 13          | Annemie Der Kinderen    | Steven Vervaet             | Paul Cordy            | Jana Van Put              | Iman Ben Madhkour       | William Van Kerckhoven | Andrea Kenzeler       |
| 14          | Patrick Van den Borne   | Shelly Wagemans            | Nathalie Obbers       | Isle Van Den Heuvel       | Carine Sollie           | Jan Van Steenbergen    | Katerina De Clerck    |
| 15          | Carolyn Krekels         | Greet Oris                 | Charlotte Bats        | Livia Moreau              | Wouter Van Damme        | Caterina Carrozzo      | Ingrid Meulders       |
| 16          | Hans Hanssen            | Jo Van Havere              | Francisco Sánchez     | Jasmine Vangenechten      | Lisa Boyon              | Ingrid Crynen          | Gunther Hendrickx     |
| 17          | Frederik Loy            | Stien Buts                 | Gwen Verbeek          | Sandy Bellengé            | Luc Van der Schoot      | Bruno Valkeniers       | Katrien Willems       |
| 18          | Clyde Tai-Apin          | Stefan De Maeyer           | Maarten De Veuster    | Giel Van de Zande         | Nadine Peeters          | Dirk Verhaert          | Sandra Geeraert       |
| 19          | Christel Covens         | Marie Vrelust              | Guido Vaganée         | Servet Duran              | Pieter Verhoeven        | Eddy Sterckx           | Nancy De Bie          |
| 20          | Stef Breugelmans        | Dirk Depover               | Thomas Van Hoof       | Danielle Lauwers          | Inez Pinas              | Nadine Van Mol         | Fahar Nadeem          |
| 21          | Nathalie Michiels       | Annelies Aertbeliën        | André Gantman         | Aline Jacobs              | Abderrahim Badri        | Ingrid Van Wunsel      | Rose De Kinder        |
| 22          | Lynn De Vocht           | Rud Vervoort               | Barbara Rommens       | Jens Witvrouwen           | Sofie Blancke           | Jos Spaepen            | Jan Van Otten         |
| 23          | Maria Rombouts          | Annelies Creten            | Kristof Joos          | Dante Nachtegaele         | Tristan Faes            | Ellen Lissens          | Alexandra Dirckx      |
| 24          | Marleen De Bruyn        | Ruben Maes                 | Elke Brydenbach       | Benjamin Torfs            | Ans Peeters             | Jos Moeyersons         | Philippe Iglesias     |
| 25          | Annemie Verhoeven       | Michiel Van den Eynde      | Maarten Janssens      | Greet Jacops              | Sim Dereymaeker         | Agnes Salden           | Kathera Shamal        |
| 26          | Sander Verboven         | Tom Van den Borne          | Tinne Wouters         | Nina Eeckman              | Lynn Driesen            | Elke Heylen            | Wim De Jonghe         |
| 27          | Hinse Wouters           | Helga Hoeymans             | Marleen Van den Eynde | Stefan Deldime            | Wouter Verthongen       | Bert Vermijlen         | Anja Vermeulen        |
| 28          | Annemie Guns            | Davy Buntinx               | Sven Snyders          | Darius Van Laeken         | Tim Janssens            | Tamara Ceuppens        | Alfons Hannes         |
| 29          | Sebastiaan Marien       | Marthe Mennes              | Kathelijne Toen       | Damir Berberovic          | Samira El Hattab        | Rudi Hendrikx          | Sigrid De Wilde       |
| 30          | Carla Herremans         | Koen Kerremans             | Siebe Van Hout        | Magda Van Wouwe           | Erik Dirkx              | Veronique De Wever     | Marc De Laet          |
| 31          | Jorgo Van Ginneken      | Liesbet Dierckx            | Anja De Wit           | Eva Houet                 | Lieve Seuntjens         | Vicky Waterschoot      | Dara Sheikhi          |
| 32          | Axel Boen               | Ingrid Pira                | Luk Lemmens           | Gareth Van der Velde      | Dirk Tuypens            | Tim Willekens          | Mieke Vermeiren       |
| 33          | Kathleen Helsen         | Imade Annouri              | Els van Doesburg      | Frank Wilrycx             |                         | Filip Dewinter         | Omar Ba               |
| Opvolgers   |                         |                            |                       |                           |                         |                        |                       |
| 1           | Dieter Wouters          | Mattijs Van Miert          | Jurgen Callaerts      | Bavo De Mol               | Lisa De Preter          | Wouter Bollansée       | Thijs Verbeurgt       |
| 2           | Caroline Van der Heyden | Ilse van Dienderen         | An Hermans            | Eva Van den Brande        | Jonas Willems           | Yolanda Vansina        | Hiba Faraji           |
| 3           | Annelies Thoelen        | Brecht Verwulgen           | Marc Hendrickx        | Thierry Suetens           | Senne Heremans          | Luc Van der Schoepen   | Stephanie Vanden Eede |
| 4           | Rein Sobrie             | Lotte Buijs                | Stijn De Rooster      | Kevin Luyckx              | Kim Verberck            | Guy Dirckx             | Arnout Geens          |
| 5           | Mieke Fransen           | Maarten Bellens            | Eva Van Keer          | Sabine Van Oppens         | Mieke Van Laer          | Ingrid Kluppels        | Casper Van Eynde      |
| 6           | Chiel Peeters           | Jan Fonderie               | Dag Pas               | Wouter Van Dorsselaer     | Koen Boens              | Cedric Cornelissen     | Natalie Moens         |
| 7           | Cindy Lievens           | Jef Dolfyn                 | Thomas Van Herbruggen | Ruben Ravignot            | An Buelens              | Steven Liekens         | Guy Vervloet          |
| 8           | Koen Ghys               | Steven Vercauteren         | Rita Goossens         | Laetitia Baongola Bolinga | Dennis De Meyer         | Nancy Verrijke         | Marlina Segers        |
| 9           | Laurence Luyten         | Hellen Sillis              | An Willems            | Chantal Kleynen           | Lola Laenen             | Hans Mampaey           | Jan Van Dyck          |
| 10          | Philippe Henquet        | Tinne Van Gelder           | Mathias Mols          | Indy Moxham               | Gert Nuyts              | Sophie Meeus           | Sonja Birchen         |
| 11          | Sandra Suykerbuyk       | Marc De Cordt              | Marleen Daenen        | Mira Gajewska             | Ans De Peuter           | Lut Cateau             | Kurt Van Mensel       |
| 12          | Jasper Aertsens         | Angela Levandesi           | Lenn De Cleene        | Yves De Clerck            | Gilliam Bartholomeeusen | Nanini Van Coillie     | Katia Groenwals       |
| 13          | Sven Simons             | Femke Meeusen              | Amber Vermeiren       | Luc Faes                  | Katrien Gernaey         | Wim Walschaert         | Jussi Pohl            |
| 14          | Nathan Rijnders         | Nora Bertels               | Jan Eeman             | Ria Hermans               | Rudy Sohier             | Veerle Dillen          | Francy Van der Wildt  |
| 15          | Hanne Van Dingenen      | Mariam El Osri             | Karen Michiels        | May Kerckhofs             | Sandra Cnops            | Luc Vermeulen          | Wouter Covens         |
| 16          | Luc Bouwen              | Patrick Princen            | Magda Boeckx          | Koenraad Anciaux          | Gerrit Walschap         | An-Sofie Dewinter      | Fauzaya Talhaoui      |
| Bron        |                         |                            |                       |                           |                         |                        |                       |

#### Brussel-Hoofdstad
| Plaats      | CD&V               | Groen                  | N-VA                | Open Vld             | PVDA             | Vlaams Belang          | Vooruit               | Team Fouad Ahidar     |
| Effectieven | Effectieven        | Effectieven            | Effectieven         | Effectieven          | Effectieven      | Effectieven            | Effectieven           | Effectieven           |
| ----------- | ------------------ | ---------------------- | ------------------- | -------------------- | ---------------- | ---------------------- | --------------------- | --------------------- |
| 1           | Bianca Debaets     | Nadia Naji             | Karl Vanlouwe       | Chloë Van Hoegaerden | Anna Milojkowic  | Dominiek Lootens-Stael | Hannelore Goeman      | M'Hamed Kasmi         |
| 2           | Piet Vandermot     | Bram Jaques            | Sigrid Moerman      | Sumio Yoshimi        | Simon Vermeersch | Kristin De Maeght      | Filip Rogiers         | Nisrin Ahidar         |
| 3           | Zai Juma           | Soetkin Hoessen        | Pascal Landeloos    | Tatjana Eekman       | Morgane De Meur  | Karel Ramaekers        | Safouane Akremi       | Rafiek Madani         |
| 4           | Tristan Depré      | Mohamad Taleb          | Rachel Vander Mosen | Thomas Seifert       | Mario Franssen   | Julie Van Bael         | Anaïs Maes            | El Houaria El Madkouk |
| 5           | Gella De Backer    | Sebastian Vanderlinden | Gil Van Roye        | Carolina Sanchez     | Aurore Huygens   | Nadia Parate           | Jalel Vangoethem      | Mohamed Bouharrou     |
| 6           | Georges De Smul    | Nathalie De Swaef      | Magda Debrouwer     | Franc Bogovic        | Vikkie Lox       | Luc Beullens           | Damienne Anciaux Tant |                       |
| Opvolgers   |                    |                        |                     |                      |                  |                        |                       |                       |
| 1           | Kristine Bormans   | Mathias Gyselen        | Simon De Decker     | Günther Van Neste    | Wannes Soete     | Bernard Depourcq       | Zeynep Balci          | Saida Hamdan          |
| 2           | Helmut De Vos      | Tina Schuermans        | Clara Bracke        | Indra Ben Aïssa      | Audrie Gaillard  | Maria Scholliers       | Hicham Vanborm        | Peter Danckaers       |
| 3           | Christiane Kalenga | Christian Wijnants     | Bram Feyaerts       | Jasmine De Clerck    | Yuri De Belder   | Jürgen Van den Broeck  | Meriama Berrabhi      | Abdelkader Satti      |
| 4           | Pascal Verheye     | Loes Salomez           | Annemie Maes        | Ilse Carlé           | Alison Boutsen   | Magda Thienpont        | Willem Stevens        | Gabrielle Huynh       |
| 5           | Sylvie Vandecruys  | Asher Serrana          | Werner Heyvaert     | Laurent Van Der Elst | Ruben Ramboer    | Piet Verelst           | Hilde Peeters         | Ikram Ouaich          |
| 6           | Raf Beyns          | Marie Bijnens          | Margareta Cresens   | David Steegen        | Karina Mombers   | Seraphina De Roover    | Josef Van Rillaer     |                       |
| Bron        |                    |                        |                     |                      |                  |                        |                       |                       |

#### Limburg
| Plaats      | CD&V                | Groen                | N-VA               | Open Vld              | PVDA                     | Vlaams Belang       | Vooruit              |
| Effectieven | Effectieven         | Effectieven          | Effectieven        | Effectieven           | Effectieven              | Effectieven         | Effectieven          |
| ----------- | ------------------- | -------------------- | ------------------ | --------------------- | ------------------------ | ------------------- | -------------------- |
| 1           | Jo Brouns           | Bright Adiyia        | Zuhal Demir        | Lydia Peeters         | Gaby Colebunders         | Chris Janssens      | Kris Verduyckt       |
| 2           | An Christiaens      | Meral Ozcan          | Tom Seurs          | Marino Keulen         | Mieke Paelinck           | Roosmarijn Beckers  | Els Robeyns          |
| 3           | Toon Vandeurzen     | Nele Kelchtermans    | Karolien Grosemans | Julie Lormans         | Yildiz Uzum              | Michiel Awouters    | Bert Moyaers         |
| 4           | Hanne Kellens       | Khadiga Lamkharrat   | Rita Moors         | Dries Tyskens         | Aurelie Decoene          | Leo Pieters         | Karolien Eens        |
| 5           | Erhan Yilmaz        | Marie Claesen        | Werner Janssen     | An Moons              | Sameer Srivastva         | Mercina Claesen     | Koen Sleypen         |
| 6           | Els Kuppens         | Gwen Kovacs          | Dymfna Meynen      | Susy Vanheukelom      | Michelle Heijens         | Toon Vranken        | Kevin Schouterden    |
| 7           | Thomas Vints        | Michiel Aendekerk    | Tuur Lemmens       | Inge Opsteijn         | Albion Osmani            | Marleen Spee        | Ersin Kemaldar       |
| 8           | Eveline Kevers      | Kobe Snyers          | Geertje Das        | Pascy Monette         | Nathalie Odeur           | Jan Jans            | Yannick Alen         |
| 9           | Luc Wouters         | Chantal Cenens       | Daniel Medarts     | An Lenaerts           | Nuray Kilic              | Alice Deckers       | Stan Reusen          |
| 10          | Isabelle Thielemans | Wouter Stas          | Yannick Aerts      | Jos Baeten            | Josephus Coninx          | Danny Kenis         | Ellen Reumers        |
| 11          | Marc Heselmans      | Greet Engelen        | Sara Vacca         | An-Sofie Thonnon      | Romain Van Laken         | Gil Jeurissen       | Veerle Schoenmaekers |
| 12          | Myrthe Hoffmeister  | Antonio Mariotti     | Benny Bax          | Marijke Bruninx       | Rajan Venmans            | Guy Cordonnier      | Jill Bruggeman       |
| 13          | Tom Cox             | Karel-Jan Vandormael | Katrien Timmers    | Jo Feytons            | Sabrina Onate y Martinez | Oriana Saeren       | Myriam Bello         |
| 14          | Lore Michiels       | Evelien Stinkens     | Ilse Hindrikx      | Johny De Raeve        | Kim Gilissen             | Anny Jaspers        | Ellen Hoebrechts     |
| 15          | Petronella Zelissen | Frank Vroonen        | Rik Kriekels       | Christophe Raymaekers | Sara Emanet              | Daisy Vandenplas    | Pritty Kaur          |
| 16          | Tom Vandeput        | Joost Venken         | Jan Peumans        | Igor Philtjens        | Luc Ectors               | Leo Joosten         | Ludwig Vandenhove    |
| Opvolgers   |                     |                      |                    |                       |                          |                     |                      |
| 1           | Sofie Mertens       | Sofie Monsieurs      | Andy Pieters       | Frank Dewael          | Stijn Van Endert         | Bruno Van Wettere   | Dries Martens        |
| 2           | Tom Cox             | Gunter De Ryck       | Mieke Claes        | Sylvia Dries          | Nunzia Stivaletta        | Cindy Ceyssens      | Ait Aadi Bouchera    |
| 3           | Bekir Kablan        | Sarah Vanderlinden   | Jan Wouters        | Yves Croux            | Annelies Zonderman       | Andy Reemers        | Kenan Akyil          |
| 4           | Katrien Herck       | Paul Knoops          | Fran Gysen         | Inge Leuraers         | Gianni Locatelli         | Gerda Veldeman      | Geert Moyaers        |
| 5           | Birgit Crijns       | Annick Opdekamp      | Wim Maurissen      | Robbe Hamelers        | Jeske Linten             | Tom Degraeve        | Elvire Martens       |
| 6           | Alexander Wouters   | Dirk Camps           | Marleen Vrancken   | Stéphanie Billen      | Rudi Vanheeswijck        | Myrnah Goossens     | Nico Geeraerts       |
| 7           | Lieve Theuwissen    | Tilly Davidts        | Marie-Rose Schops  | Martijn Jakubka       | Tieb Ait Oumghar         | Gunter Van Hecke    | Erika Princen        |
| 8           | Katrien Ozeel       | Miel Truyen          | Boris Mechels      | Kathleen Soors        | Peter Lemmens            | Monique Vananderoye | Eric Coenen          |
| 9           | Anneleen Massot     | Tamara Michalik      | Veronik Moesen     | Eva Keusters          | Koenraad Rijks           | Dennis Kellens      | Godelieve Bollen     |
| 10          | William Nijssen     | Marnix Goethals      | Marc Vereecken     | Dieter Janssen        | Bianca Booms             | Carine Stevens      | Kim Truyers          |
| 11          | Raf Truyens         | Tess Van Deynse      | Liesbet Geyskens   | Veerle Schuyten       | Kathleen Blockx          | Thor Haesen         | Sandra Vansimpsen    |
| 12          | Heidi Wuestenbergs  | Dirk Huysmans        | Sam Genné          | Maarten Houben        | Vital Verheyen           | Wendy Tielemans     | Viviane Kieronski    |
| 13          | Mieke Loyens        | Elisa Leyssens       | Tamara Smolders    | Stefanie Engelen      | Kim Jannis               | Tom Corthouts       | Marc Geerts          |
| 14          | Jos Leroi           | Tonny Van Dael       | Bert Vertessen     | Johan Mas             | Heidi Kestens            | Sandra Diepvens     | Kim Mommen           |
| 15          | Dries Deferm        | Fermudiye Sagir      | Cindy Vandormael   | Anita Bullens         | Ine Gijbels              | Carine Achten       | Andrée Fossé         |
| 16          | Marco Goossens      | Jo Dirix             | Bert Lambrechts    | Mark Vanleeuw         | Willem De Witte          | Koen Ooms           | Eddy El Herbouti     |
| Bron        |                     |                      |                    |                       |                          |                     |                      |

#### Oost-Vlaanderen
| Plaats      | CD&V                     | Groen                    | N-VA                     | Open Vld               | PVDA                    | Vlaams Belang            | Vooruit                    |
| Effectieven | Effectieven              | Effectieven              | Effectieven              | Effectieven            | Effectieven             | Effectieven              | Effectieven                |
| ----------- | ------------------------ | ------------------------ | ------------------------ | ---------------------- | ----------------------- | ------------------------ | -------------------------- |
| 1           | Nicole de Moor           | Mieke Schauvliege        | Matthias Diependaele     | Stephanie D'Hose       | Onno Vandewalle         | Guy D'Haeseleer          | Freya Van den Bossche      |
| 2           | Robrecht Bothuyne        | Fourat Ben Chikha        | Sarah Smeyers            | Egbert Lachaert        | Debby Burssens          | Freija Van den Driessche | Burak Nalli                |
| 3           | Joke Schauvliege         | Isaura Calsyn            | Koen Daniëls             | Robby De Caluwé        | Osman Disli             | Filip Brusselmans        | Kurt De Loor               |
| 4           | Abdil Kara               | Aster Baeck              | Tomas Roggeman           | Bart Van den Neste     | Patricia De Bruyne      | Kristof Slagmulder       | Dagmar Beernaert           |
| 5           | Laure Nkundakozera Uwase | Yasmina El Boubkari      | Andries Gryffroy         | Tess Minnens           | Nawras Jebara           | Johan Deckmyn            | Frederik Sioen             |
| 6           | Kim Martens              | Bert Misplon             | Jasmien Jaques           | Maarten Van Tieghem    | Geert Asman             | Ilse Malfroot            | Méline Rovillard           |
| 7           | Anja Beeckman            | An Verhasselt            | Els Roegiers             | Roos Locquet           | Rosa Paz Vidal          | Adeline Blancquaert      | Robin Lammens              |
| 8           | Els Verté                | Cédric Fosse             | Bart Vermaercke          | Guillaume Devos        | Alexander Van Ransbeeck | Stijn Brouns             | Goedele De Cock            |
| 9           | Thomas Van Ongeval       | Kathleen Snyers          | Veerle Baeyens           | Hilde Baele            | Martine Hoet            | David Boel               | Sam Van de Putte           |
| 10          | Nele Cleemput            | Yilberto De Bruycker     | Dimitri Van Laere        | An-Sofie Mestdagh      | Alain Vandenhouwe       | Stijn Van Hamme          | Lieselotte Van Hoecke      |
| 11          | Paul Pardon              | Mathilde Haesaert        | Kim Van Cauteren         | David Vercauteren      | Manar Kharrazi          | Freddy Van Liedekerke    | Marnick Vaeyens            |
| 12          | Ruben Merckx             | Karem Nashwan            | Evi Rasschaert           | Marijn Devalck         | Gökhan Kurtulus         | Olaf Evrard              | Lisa Houtman               |
| 13          | Filip Smet               | Peggy Geerinckx          | Jeroen Van Assche        | Lieve Vander Hauwert   | Ineke Boelens           | Jan Van Puyvelde         | Adelheid Van Hauwermeiren  |
| 14          | Dina Librecht            | Jeroen Logghe            | Inge Vanderhaeghe        | Jan Hoet               | Loonis Logghe           | Isabel Van Acoleyen      | Veerle Baert               |
| 15          | Bram De Winne            | Greet Van Moer           | Caroline De Meerleer     | Ira-Lina Piscador      | Manon Pauwels           | Gunther Buggenhout       | Isabel Dellaert            |
| 16          | Joris Vandenhoucke       | Kristiaan De Winne       | Simon Vandenhende        | Hanne Bonkoffsky       | Yoeri Argyl             | Caroline Persyn          | Tineke Wauters             |
| 17          | Pieterjan Keymeulen      | Ielke De Prycker         | Els Verwaeren            | Hilda De Smet          | Yannick Van der Speeten | Berlinda De Cleen        | Siel Verbeurgt             |
| 18          | Sabrina De Lange         | Kristof Van den Berghe   | Tchantra Van De Walle    | Enzo Van den Kerckhove | Joachim De Maeseneer    | Joost Hysselinckx        | Nathalie Dullemont         |
| 19          | Kristof Van Gansen       | Roswitha Gerbosch        | Els Sys                  | Dominique Maes         | Oka Janssens            | Bianca Wante             | Jean-François Vanovermeire |
| 20          | Delphine Verschelde      | Lech Schelfout           | Josse Verdegem           | Cennet Taslidere       | Brecht Bruynsteen       | Tania Goethyn            | Stijn Vermassen            |
| 21          | Lut van de Vijver        | Tine Ternest             | Klaas De Smedt           | Sofie Coppens          | Aldijana Dervisevic     | Anouk Martijn            | Esther Tuytschaever        |
| 22          | Isabelle Derder          | Jong Van Renterghem      | Hilde Lampaert           | Geert Roosenboom       | Malick Sylla            | Marie-Jeanne Mathys      | Bertrand Vrijens           |
| 23          | Brecht Lietar            | Jordy De Dobbeleer       | Els Verheyen             | Peter Declercq         | Isabelle Tomasevic      | Filip Bauters            | Peggy Demoor               |
| 24          | Céleste Heyerick         | lsabel Thys              | Ward Baeten              | Jeroen Prové           | Max Vancauwenberge      | Senna Poppe              | Franky Van Cauwenberghe    |
| 25          | Sara Waeytens            | Robbe De Wilde           | Brigitte Vanhoutte       | Franki Van de Moere    | Lydia Imbo              | Ann Ginneberge           | Rudy Van Cronenburg        |
| 26          | Koenraad De Ceuninck     | Hafsa El-Bazioui         | Joris Nachtergaele       | Elsie Sierens          | Elke Boone              | Maggy De Wit             | Bruno Matthys              |
| 27          | Hans Knop                | Filip Watteeuw           | Lieven Dehandschutter    | Tania De Jonge         | Tom De Meester          | Frank Bruggeman          | Conner Rousseau            |
| Opvolgers   |                          |                          |                          |                        |                         |                          |                            |
| 1           | Stijn De Roo             | Thibaut Duthois          | Inge Brocken             | Tineke Van hooland     | Olivier Goessens        | Ywein Joris              | Tina Van Havere            |
| 2           | Lien Van Dooren          | Fatjona Hoxha            | Manu Diericx             | Andy De Cock           | Yasmina Rochtus         | Joke De Swaef            | Joachim Boderé             |
| 3           | Tom Van Impe             | Jo Maebe                 | Ankie D'Hollander        | Victor Catry           | Igor Willems            | Rony Rombaut             | Louie van Rijsselberge     |
| 4           | Stefanie De Wilde        | Sara De Mulder           | Koen Bauwens             | Marian De Clercq       | Klaar Van Bossuyt       | Gabi De Boever           | Soukeina Mertens           |
| 5           | Arne Cools               | Stijn De Munck           | Patrick Van Campenhout   | Louis Merckx           | Claude Yande            | Jens Van der Kelen       | Jelle Cabus                |
| 6           | Kristel Van den Rijse    | Amaana Vandenberghe      | Matthias Neirynck        | Andy Standaert         | Eefje Goossen           | Carine Calluy            | Olivier Ekanga Kungambolo  |
| 7           | Michaël Canoot           | Arno Rombouts            | Ilse Roggeman            | Bart Marcoen           | Paul Schockaert         | Bart Verhaert            | Sara Blomme                |
| 8           | Lucretia De Gelas        | Lisa Martens             | Jonathan Goossens        | Barend Van Velthoven   | Leen Van Gasse          | Els Van Puyvelde         | Nico De Wulf               |
| 9           | Michiel Van Eetvelde     | Valentin Demil           | Eva Paelinck             | Christel Verleyen      | Philip Ridon            | Reinoud Van Stappen      | Jan Huib Nas               |
| 10          | Ingrid Deschepper        | Stephanie Demeulemeester | Davy De Rijbel           | Angélique De Clercq    | Helga Collyn            | Christina De Wolf        | Emmy Herregodts            |
| 11          | Floris Van Damme         | Ivan De Block            | Conny Willems            | Carine Meyers          | Magda Baeck             | Dominique Verdonck       | Wim De Vlaminck            |
| 12          | Marijke De Kerpel        | Eveline Martens          | Anouk Vandenhaute        | Valerie Jordens        | Christine Jacobs        | Rudy Keppens             | Gwen Brabants              |
| 13          | Yves Poppe               | Seppe Supply             | Marleen Van De Populiere | Milan Van Cauter       | Kasper Libeert          | Nicky Barra              | Kathleen Bruyland          |
| 14          | Nina De Smedt            | Godelieve Parmentier     | Xander De Raedt          | Cédrique Walthoff-Borm | Nero Plasschaert        | Sandy Dierickx           | Kim Collyns                |
| 15          | Veerle De Smet           | Jos Stassen              | Charlotte Coucke         | Alana Herman           | Mia Pauwels             | Nancy Eggermont          | Katja Daman                |
| 16          | Eddy Couckuyt            | Isabel Vertriest         | Peter Van Den Haute      | Herman De Croo         | Ronny Van der Kelen     | Marijke De Graef         | Sven Taeldeman             |
| Bron        |                          |                          |                          |                        |                         |                          |                            |

#### Vlaams-Brabant
| Plaats      | CD&V                    | Groen                     | N-VA                    | Open Vld              | PVDA                    | UF                                       | Vlaams Belang        | Vooruit              |
| Effectieven | Effectieven             | Effectieven               | Effectieven             | Effectieven           | Effectieven             | Effectieven                              | Effectieven          | Effectieven          |
| ----------- | ----------------------- | ------------------------- | ----------------------- | --------------------- | ----------------------- | ---------------------------------------- | -------------------- | -------------------- |
| 1           | Peter Van Rompuy        | Aimen Imed Edin Horch     | Ben Weyts               | Gwendolyn Rutten      | Line De Witte           | Maxime Timmerman (DéFI)                  | Klaas Slootmans      | Bieke Verlinden      |
| 2           | Katrien Partyka         | Eva Platteau              | Nadia Sminate           | Maurits Vande Reyde   | Quinten Vanheuverzwyn   | Nicole Roland (MR)                       | Suzy Wouters         | Hans Bonte           |
| 3           | Kris Poelaert           | Bram Peters               | Katrien Houtmeyers      | Eva De Bleeker        | Hadisha Shoudoueva      | Laurence Doughan (PS)                    | Frédéric Erens       | Katia Segers         |
| 4           | Lien Casier             | Lies Corneillie           | Arnout Coel             | Bob Savenberg         | Kevin Kestemont         | Alexandre Delcommune (Les Engagés)       | Jan Laeremans        | Mohamed Akaychouh    |
| 5           | Bert De Wit             | Alwin Loeckx              | Ine Tombeur             | Julie Asselman        | Farah Boukhachkhach     | Alain Van Herck (DéFI)                   | Bart De Valck        | Sarah Mohamed Kalif  |
| 6           | Tine Paredis            | Adinda Claessen           | Veerle Geerinckx        | Thomas Geyns          | Brent Plasch            | Bruno Vandersteen (MR)                   | Wim Desloovere       | Ulla Walravens       |
| 7           | Guy Dumst               | Dylan Feyaerts            | Stijn Quaghebeur        | Piet Ockerman         | Yoline Denys            | Malika Ben Brahim (PS)                   | Jo Hoornaert         | Christini Gounakis   |
| 8           | Brahim Harfaoui         | Loes Vandenbroucke        | Zeger Debyser           | Dave Froidcoeur       | Alain Vanderaa          | Philippe Galand (Les Engagés)            | Paul Van Doorslaer   | Kjell Coel           |
| 9           | Gino Roesems            | Matt Tips                 | Annick Geyskens         | Marianne Van Rompaey  | Anne Maria Van Aerschot | François Hannequart (MR)                 | Heidi Merckx         | Tim Borteel          |
| 10          | Ludo Persoons           | Janne Vermeesch           | Jan Anciaux             | Caroline Stout        | Anton Nilis             | Sophie Mertens-Stobbaerts (DéFI)         | Ann De Bolle         | Nawfal Baâza         |
| 11          | Lisa Hermans            | Jos Vandikkelen           | Johan De Rop            | Mandungu Boyata       | Marie-Paul Bické        | Baptist Vernaeve (MR)                    | Pol Verspecht        | Bettina Sandermans   |
| 12          | Jolien Beerens          | Trecyllia Mwanzo          | Greet Van Camp          | Carine Pin            | Raf Degeest             | Cyriac Lusilu Manianga (PS)              | Frank Boghe          | Steve Cleynen        |
| 13          | Veerle Pas              | Peter Lombaert            | Gerda Van den Brande    | Saskia Beeckmans      | Ingrid Van Paemel       | Danielle Temporin (onafhankelijk)        | Flor Scheys          | Luk Draye            |
| 14          | Karin Vanacker-Devyver  | Veva Daniels              | Bart De Vos             | Jorn Lathouwers       | Louis Clement           | Dominique Neirynck (onafhankelijk)       | Anita Uyttebroek     | Elke Allard          |
| 15          | Jan Loddewykx           | Wouter De Coninck         | Macha Vanderbist        | Laurent Vanbinst      | Sara Weckhuyzen         | Béatrice Bernard (DéFI)                  | Elke Croon           | Fons Lemmens         |
| 16          | Helena Molineaux        | Chris Stryckmans          | Hilde Kaspers           | Céline Verbelen       | Niels De Schaepmeester  | Latifa Benallal (PS)                     | Patsy Vatlet         | Cil Cuypers          |
| 17          | Danny De Kock           | Luc Robijns               | Wendy Appelmans-Godaert | Thomas Piot           | Gil Puystiens           | Guillaume von Wintersdorff (Les Engagés) | Katrien De Mesel     | An Wauters           |
| 18          | Peggy Muyldermans       | Anya Topolski             | Jason Broodcoorens      | Fien Gilias           | Toon Melis              | Thérèse Tulkens (onafhankelijk)          | Nadia Van Beughem    | Nicolas Rousseau     |
| 19          | Els Wets                | Eddie Boelens             | Filip Durant            | Yoeri Vastersavendts  | Caitlin De Muer         | Isabelle Fouarge (MR)                    | Soetkin Goderis      | Eddy Vandenbosch     |
| 20          | Peter Van Cutsem        | An Moerenhout             | Marc Charlier           | Jef Valkeniers        | Bram Deraedemaeker      | Saba Parsa (MR)                          | Hagen Goyvaerts      | Else Vanden Broeck   |
| 21          | Dirk Vansina            | Miet Dirix                | Mark Demesmaeker        | Ann Schevenels        | Bea Knaepen             | Georgios Karamanis (PS)                  | Kris Peeters         | Mohamed Ridouani     |
| Opvolgers   |                         |                           |                         |                       |                         |                                          |                      |                      |
| 1           | Lore Fourie             | Timothy Rowies            | Hans Vanhoof            | Jo De Ro              | Anaïs Stals             | Frédéric Petit (MR)                      | Eddy Longeval        | Jill Schellens       |
| 2           | Pieter Busselot         | Wendy Nicol               | Berdien Van Den Abeele  | Hanna El Bachiri      | Niko Stas               | Anne-Marie Mestdag (PS)                  | Inge Moysons         | Moad El Boudaati     |
| 3           | Dries De Smet           | Steven Vanonckelen        | Debby Appermans         | Milan Dekeyser        | Robbie Orobator         | André Graillet (Les Engagés)             | Matthis Philipsen    | Joke Buyl            |
| 4           | Said Ibrahimi           | Hanne Lamberts-Van Assche | Joke Lenseclaes         | Tom Philips           | Gudrun Peeters          | Kevin Rentmeesters (onafhankelijk)       | Jozef Feyaerts       | Mathias Pierquin     |
| 5           | Carl Kempeneers         | Egon Deyaert              | Jolien Wittemans        | Genade Mbenga         | Pjotr Ams               | Dorsan de Potter d'Indoye (MR)           | Claudia De Laet      | Rony Van den Abeele  |
| 6           | Silke Vervliet          | Elien Broos               | Lien De Slagmeulder     | Thomas van Riet       | Els Tuyls               | Roberto Galluccio (PS)                   | Ludo Geuens          | Anne Jordens         |
| 7           | Gabriëla Langmans       | Edward Van Keer           | Arno De Paepe           | Tony Jacobs           | Wiske Vingtcent         | Michelle Prins (DéFI)                    | Miranda Vandenbrande | Iris Van der Auwera  |
| 8           | Brent Roobaert          | Ferahi Akel               | Hans Crol               | Katia De Vreese       | Julien De Rijck         | Jean-Paul Grenier (DéFI)                 | Kenny Delien         | Rony Blommaert       |
| 9           | Geertje Van Cuyck       | Mark Keppens              | Korneel Lenaerts        | Maddy Lunguana Ngoma  | Leen Vermeulen          | Stephanie Engelen (onafhankelijk)        | Tatiana Stalna       | Femke Bulteel        |
| 10          | Pieter Claes            | Ann Morissens             | Peter Vandenbalck       | Ronald Probst         | Dirk Vandenboer         | Michel Dierick (DéFI)                    | Raf Gacoms           | Ine Vanhove          |
| 11          | Stefke Puttemans        | Guido Van Cauwelaert      | Bart Jan De Vos         | Wies Herpol           | Laura Asselman          | Wiktoria Wojslawowicz (MR)               | Marleen Fannes       | Daisy De Neef        |
| 12          | Wendy De Cock           | Marijke Ceunen            | Francis Van Biesbroeck  | Kathleen D'Herde      | Mitch Van Hove          | Alexandre Franck (MR)                    | Rita Ulin            | Piet Vanderwaeren    |
| 13          | Christiane Bert         | Frederik De Buck          | Kristel Godyns          | Rita Verloy           | Brunhilde Goetelen      | Nathalie Hoffmans (DéFI)                 | Steffie Van Bael     | Dominique Chantrain  |
| 14          | Ann Van Dievoet         | Karine Métens             | Annemie Humblet         | Karen De Waele        | Stef Lories             | Sarah Couturier (Les Engagés)            | Sandra Vendelbos     | Tiemen Verstappen    |
| 15          | Nick Doms               | Mark Van Ingelgom         | Gunther Coppens         | Anne Van Goidsenhoven | Anneke De Keyzer        | Sarra Crucifix-Kekli (MR)                | Philippe Callaert    | Jean-Pierre De Groef |
| 16          | Hilde Van Craenenbroeck | Leentje Van Aken          | Inez De Coninck         | Didier Reynaerts      | Rudy Geens              | Véronique Caprasse (DéFI)                | Daniel Fonteyne      | Louis Tobback        |
| Bron        |                         |                           |                         |                       |                         |                                          |                      |                      |

#### West-Vlaanderen
| Plaats      | CD&V                  | Groen                 | N-VA                      | Open Vld                | PVDA                   | Vlaams Belang                  | Vooruit                |
| Effectieven | Effectieven           | Effectieven           | Effectieven               | Effectieven             | Effectieven            | Effectieven                    | Effectieven            |
| ----------- | --------------------- | --------------------- | ------------------------- | ----------------------- | ---------------------- | ------------------------------ | ---------------------- |
| 1           | Hilde Crevits         | Jeremie Vaneeckhout   | Sander Loones             | Jasper Pillen           | Ilona Vandenberghe     | Immanuel De Reuse              | Pablo Annys            |
| 2           | Bart Dochy            | Veerle Dejaeghere     | Eva Ryde                  | Emmily Talpe            | Khalid Labriq          | Sarah T'Joens                  | Nawal Maghroud         |
| 3           | Loes Vandromme        | Natacha Waldmann      | Bert Maertens             | Piet Delrue             | Akie Mahdaoui          | Stefaan Sintobin               | Maxim Veys             |
| 4           | Brecht Warnez         | Jaouad Karim          | Gijs Degrande             | Kurt Claeys             | Jolan Desimpelaere     | Yves Buysse                    | Steve Vandenberghe     |
| 5           | Herlinde Rollez       | Tijs Naert            | Griet Vanryckegem         | Julie Paelinck          | Carla Willaert         | Tom Lamont                     | Valentijn Despeghel    |
| 6           | Daan Mostaert         | Sien Lagae            | Dieter Carron             | Geert Capelle           | Bart Neirinck          | Carmen Ryheul                  | Vanessa Vens           |
| 7           | Ingrid Vandepitte     | Dylan D'Helft         | Nele Caus                 | Gwendolyn Vandermeersch | Fatou Diabira          | Sofie Cleve                    | Patrick Lansens        |
| 8           | Sandy Buysschaert     | Simon Wemel           | Maxim Donck               | Maxim Laporte           | Mario Vanneste         | Kimberley Dugardein            | Bryan Vanderhaege      |
| 9           | Lies Sampers          | Fabienne Laridon      | Kelly Detavernier         | Katrien Seurynck        | Sabrine Desaever       | Reinhart Madoc                 | Sandra Platteau        |
| 10          | Isabelle Degezelle    | Bert Taveirne         | Geert Van Tieghem         | Fanny Decock            | Raed Hassouna          | Vincent Vanhecke               | Vanessa Jodts          |
| 11          | Maarten Claeys        | Els Verhagen          | Piet Berton               | Joris Tack              | Carole Vergote         | Maria Keymolen                 | Gino Dumon             |
| 12          | Arnold Stael          | Joppe Massant         | Liselot Wydooghe          | Kathleen Verhelle       | Steven Elleboudt       | Anthony Mahieu                 | Annelies Vandenbussche |
| 13          | Sylvie Thieren        | Kathleen Bevernage    | Dirk Kesteloot            | Sophie Vangheluwe       | Yasmin Mahhou          | Catherine Paris                | Anneke Crevits         |
| 14          | Willem Vanwynsberghe  | Vitali Stroukov       | Jan Van Bruwaene          | Melany Gadeyne          | Geert Onraedt          | Vanessa De Bolle               | Rania Fahi             |
| 15          | Steven Kindt          | Ann Goethals          | Mieke Bailleul-Vanrobaeys | Geert Galle             | Cathleen Séculier      | Koen Demonie                   | Yves Goddeeris         |
| 16          | Cindy Vanhoutte       | Jan-Klaas Kesteloot   | Célestine Vandeputte      | Joke Verhelst           | Franky Schutz          | Filip Buyse                    | Olivia Masselin        |
| 17          | Denis Fraeyman        | Fino Tratsaert        | Heidi Craeynest           | Marc Deprez             | Michael Vanparys       | Sonia Ten Hartog               | Liesbeth Holvoet       |
| 18          | Regine Rooryck        | Dirk Hebben           | Gert-Jan Hovaere          | Wouter Allijns          | Jeroen Maertens        | Simona Chetroi                 | Faiza Karim Rajput     |
| 19          | Thierry Bouckenooghe  | Caitlin Martelé       | Marleen Lefebre           | Caroline Valck          | Ariane Seynaeve        | Heidi De Busschere             | Angelique Declerq      |
| 20          | Brigitte Balfoort     | Dieter Nouwynck       | Cathy Coudyser            | Lieven Cobbaert         | Mohammad Akhtar        | Lut Deforche-Degroote          | Alain Top              |
| 21          | Bart Plasschaert      | Gerda Schotte         | Wilfried Vandaele         | Björn Prasse            | Dirk Vanmassenhove     | Ignace Lowie                   | Peter Roose            |
| Opvolgers   |                       |                       |                           |                         |                        |                                |                        |
| 1           | Kris Declercq         | Paola Travella        | Giovanny Saelens          | Romina Vanhooren        | Stephanie Verbrugghe   | Sam Weyts                      | Simon Bekaert          |
| 2           | Sien Vandevelde       | Hannes Vanderstraeten | Emma Casteleyn            | Bram Meeuw              | Jouwe Vanhoutteghem    | Sandra Vandenbroucke           | Gianna Werbrouck       |
| 3           | Dries Dehaudt         | Marleen Dierickx      | Jamie Wittrock            | Lieselot Van Mol        | Inge Vantomme          | Remko Quidousse                | Elise Sticker          |
| 4           | Sarah Vandelanotte    | Robin Houthoofdt      | Célestine Despierre       | Nigel Casier            | Arno Demeyere          | Gil Bonnez                     | Ben Van Quaethem       |
| 5           | Arne De Brabandere    | Heleen Janssens       | Sam Vandoorne             | Rita Van Laecke         | Heidi Walgraeve        | Davy Claeys                    | Charlotte Devos        |
| 6           | Sabine Van der Maelen | Carlo De Winter       | Arthur Buckens            | Charlotte De Backer     | Iradj Mirzaee Cheshmeh | Willy Bécu                     | Hannelore Blondeel     |
| 7           | Céline Serpieters     | Valentien Goethals    | Jan Van Meirhaeghe        | Bo D'Alwein             | Cynthia Van Aelst      | Ward Knockaert                 | Günther Descheemaecker |
| 8           | Glenn Lambert         | Joerie Van Damme      | Benedikt Van Staen        | Nathalie Mortelé        | Geert Vanlangendonck   | Brigitte Teppa-Deschacht       | Emma Vilain            |
| 9           | Femke Verleye         | Vicky Van Den Heede   | Liesbeth D'hondt          | Aïssa Wambeke           | Marijke D'hoedt        | Fabienne Serruys               | Maxim Vanpanteghem     |
| 10          | Jonas Van Poelvoorde  | Steven Dewitte        | Chantal Declercq          | Bart Bostoen            | Eric Verbeke           | Rosette Deschamps              | Nicky Masscheleyn      |
| 11          | Lore Appels           | Debbie Vandenberghe   | Greet Verhaeghe           | Oiheba Bensaâd          | Dana Feyereisen        | Ingrid Krekelberg              | Eva Bossuyt            |
| 12          | Meinert Vanneste      | Paul Braem            | Margaux Van Hulle         | Kris De Leeuw           | Alessandro Vandorpe    | Glenn Coppens                  | Xander Warszawski      |
| 13          | Edelweiss Soubry      | Lucia Dewitte         | Veerle Vanslembrouck      | Hakim Djemaâ            | Caroline De Bock       | Tijs Callebert                 | Aïsa Knockaert-Kaca    |
| 14          | Olivier Strubbe       | Luc Lierman           | Siska Rommel              | Jochen Raymaekers       | Bryan Dewulf           | Inge Vanpaeschen               | Bert Doise             |
| 15          | Mia Cattebeke         | An Vanden Bussche     | Bram Deloof               | Dirk Sterckx            | Heidi Saelens          | Martine Vanbrabant             | Hélène Vanacker        |
| 16          | Bart Naeyaert         | Jean Pierre Bouckaert | Stefaan Herbout           | Kathleen Verhelst       | Ivan De Pauw           | Frieda Verougstraete-Deschacht | Patrick De Meulenaere  |
| Bron        |                       |                       |                           |                         |                        |                                |                        |

## Uitslagen

### Vlaanderen

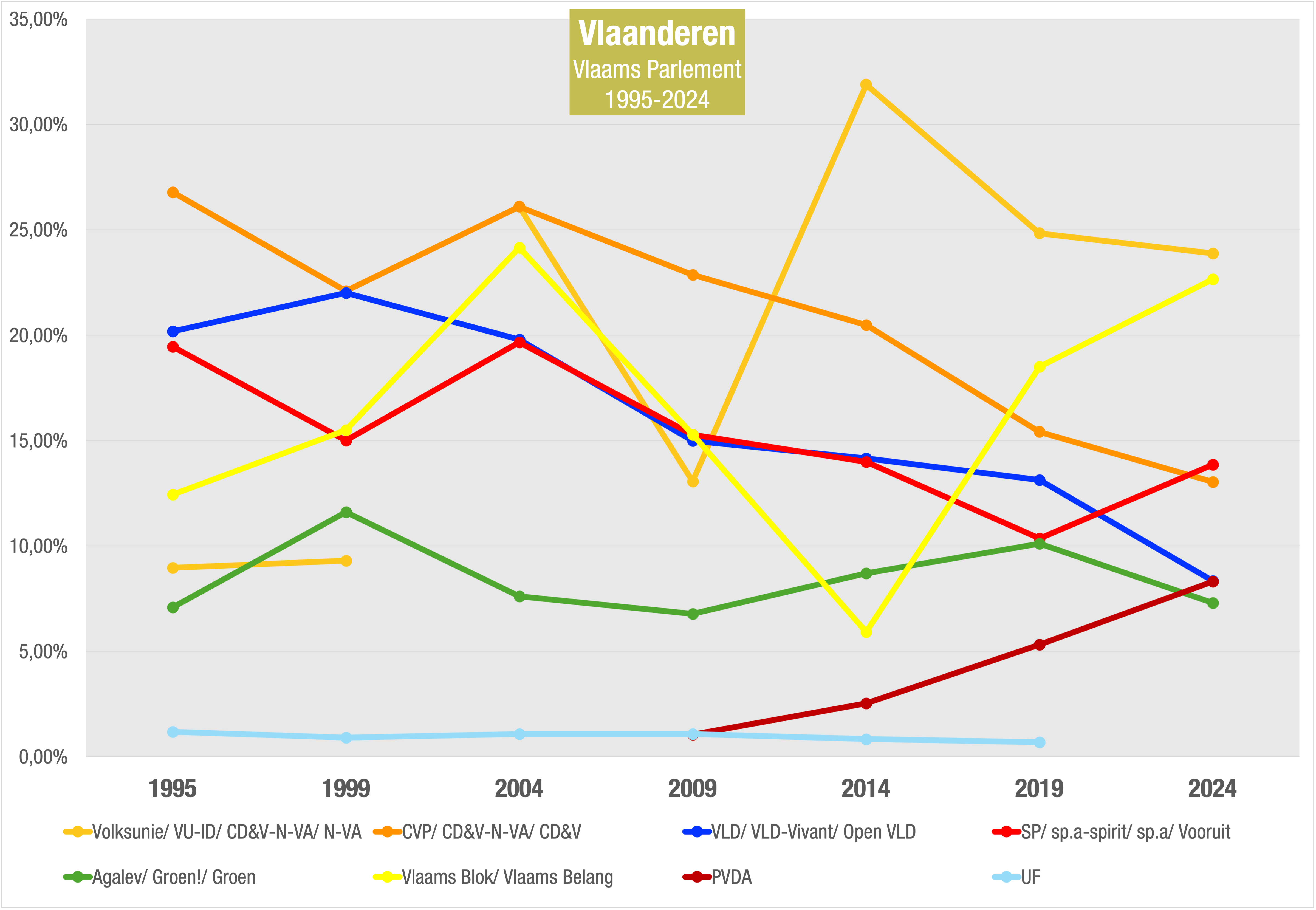
Grafiek van de Vlaamse partijen en hun behaalde resultaten voor het Vlaams Parlement van 1995 tot en met 2024, uitgedrukt in procenten.

Dit is de uitslag voor geheel Vlaanderen.
| Uitslag         | Uitslag           | 2024      | 2024      | 2024  | 2019   | 2019 | verschil |
| Partij          | Partij            | Zetels    | stemmen   | %     | Zetels | %    | Zetels   |
| --------------- | ----------------- | --------- | --------- | ----- | ------ | ---- | -------- |
|                 | N-VA              | 31 / 124  | 1.045.950 | 23,88 | 35     | 24,8 | 4        |
|                 | VB                | 31 / 124  | 992.504   | 22,66 | 23     | 18,4 | 8        |
|                 | Vooruit           | 18 / 124  | 606.406   | 13,85 | 13     | 10,4 | 5        |
|                 | CD&V              | 16 / 124  | 571.137   | 13,04 | 19     | 15,4 | 3        |
|                 | Open Vld          | 9 / 124   | 364.609   | 8,33  | 16     | 13,1 | 7        |
|                 | PVDA              | 9 / 124   | 364.070   | 8,31  | 4      | 5,3  | 5        |
|                 | Groen             | 9 / 124   | 319.396   | 7,29  | 14     | 10,1 | 5        |
|                 | Team Fouad Ahidar | 1 / 124   | 14.117    | 0,32  | -      | -    | 1        |
|                 | Overige           | 0 / 124   | 101.251   | 2,32  | 0      | 2,6  |          |
| Totaal          |                   |           |           |       |        |      |          |
| Geldige stemmen | Geldige stemmen   | 124 / 124 | 4.379.440 | 100   |        |      |          |

1. ↑  Voor U: 45.196 stemmen; 1,03% / UF: 20.452 stemmen; 0,47% / BBB: 13.033 stemmen; 0,30% / DierAnimal: 8.485 stemmen; 0,19% / Volt Europa: 7.678 stemmen; 0,18% / Partij voor de Bomen: 3.771 stemmen; 0,09% / L99: 2.566 stemmen; 0,06%

- Blanco en ongeldig: 216.121 (4,7%)

### Uitslagen per kieskring

#### Antwerpen
Dit is de uitslag voor de provincie Antwerpen.
| Antwerpen       | Antwerpen       | 2024   | 2024      | 2024  | 2019   | 2019 | verschil |
| Partij          | Partij          | Zetels | stemmen   | %     | Zetels | %    | Zetels   |
| --------------- | --------------- | ------ | --------- | ----- | ------ | ---- | -------- |
|                 | N-VA            | 10     | 327.349   | 28,03 | 12     | 31,8 | -2       |
|                 | VB              | 8      | 269.402   | 23,07 | 6      | 18,5 | +2       |
|                 | Vooruit         | 4      | 141.450   | 12,11 | 2      | 7,9  | +2       |
|                 | PVDA            | 4      | 126.899   | 10,87 | 2      | 6,7  | +2       |
|                 | CD&V            | 3      | 119.014   | 10,19 | 4      | 11,4 | -1       |
|                 | Groen           | 2      | 88.424    | 7,57  | 4      | 11,2 | -2       |
|                 | Open Vld        | 2      | 69.126    | 5,92  | 3      | 10,2 | -1       |
|                 | Overige         | 0      | 16.162    | 2,24  | 0      | 2,3  |          |
| Totaal          |                 |        |           |       |        |      |          |
| Geldige stemmen | Geldige stemmen | 33     | 1.167.826 | 100   |        |      |          |

1. ↑  Voor U: 9.219 stemmen; 0,79% / DierAnimal: 8.485 stemmen; 0,73% / BBB: 4.448 stemmen; 0,38% / Volt Europa: 4.010 stemmen; 0,34%

- Blanco en ongeldig: 48.954 (4,02%)

Verkozenen:
- Tom Van Grieken (VB, 153.596)
- Jan Jambon (N-VA, 97.780)
- Jos D'Haese (PVDA, 66.384)
- Caroline Gennez (Vooruit, 41.107)
- Annick De Ridder (N-VA, 40.936)
- Katrien Schryvers (CD&V, 26.870)
- Els van Doesburg (N-VA, 24.842)
- Liesbeth Homans (N-VA, 23.772)
- Anke Van dermeersch (VB, 17.075)
- Kim Buyst (Groen, 16.410)
- Tom Ongena (Open Vld, 13.960)
- Mien Van Olmen (CD&V, 13.145)
- Hannes Anaf (Vooruit, 12.899)
- Sofie Joosen (N-VA, 12.324)
- Sanne Van Looy (N-VA, 12.063)
- Filip Dewinter (VB, 11.974)
- Paul Van Miert (N-VA, 11.968)
- Philippe Muyters (N-VA, 11.237)
- Marianne Verhaert (Open Vld, 10.040)
- Freya Perdaens (N-VA, 10.035)
- Bart Claes (VB, 9.552)
- Lise Vandecasteele (PVDA, 9.373)
- Amina Vandenheuvel (PVDA, 8.827)
- Koen Dillen (N-VA, 8.501)
- Bogdan Vanden Berghe (Groen, 8.268)
- Wim Verheyden (VB, 8.266)
- Bart Van Opstal (VB, 7.993)
- Kelly Van Tendeloo (Vooruit, 7.853)
- Dries Devillé (VB, 7.539)
- Els Sterckx (VB, 7.168)
- Karim Bachar (Vooruit, 6.334)
- Gilles Bultinck (CD&V, 6.079)
- Raf Van Gestel (PVDA, 4.876)

#### Brussel-Hoofdstad
Dit is de uitslag voor de kieskring Brussel-Hoofdstad.
| Brussel-Hoofdstad | Brussel-Hoofdstad | 2024   | 2024    | 2024  | 2019   | 2019 | verschil |
| Partij            | Partij            | Zetels | stemmen | %     | Zetels | %    | Zetels   |
| ----------------- | ----------------- | ------ | ------- | ----- | ------ | ---- | -------- |
|                   | Groen             | 2      | 17.936  | 22,71 | 2      | 28,0 | =        |
|                   | Team Fouad Ahidar | 1      | 14.187  | 17,97 | -      | -    | +1       |
|                   | N-VA              | 1      | 9.208   | 11,66 | 2      | 19,0 | -1       |
|                   | Vooruit.brussels  | 1      | 8.458   | 10,71 | 1      | 13,4 | =        |
|                   | VB                | 1      | 8.431   | 10,68 | 0      | 8,5  | +1       |
|                   | Open Vld          | 0      | 8.418   | 10,66 | 1      | 16,3 | -1       |
|                   | PVDA              | 0      | 6.368   | 8,06  | 0      | 6,4  | =        |
|                   | CD&V              | 0      | 5.016   | 6,35  | 0      | 8,4  | =        |
|                   | Overige           | 0      | 940     | 1,19  |        |      |          |
| Totaal            |                   |        |         |       |        |      |          |
| Geldige stemmen   | Geldige stemmen   | 6      | 66.693  | 100   |        |      |          |

1. ↑  Voor U: 940 stemmen; 1,19%

Blanco en ongeldig: 9.699 (10,94%)
Verkozenen:
- Nadia Naji (Groen, 6.122)
- M'Hamed Kasmi (Team Fouad Ahidar, 3.045)
- Hannelore Goeman (Vooruit.brussels, 2.641)
- Dominiek Lootens-Stael (VB, 2.200)
- Karl Vanlouwe (N-VA, 2.062)
- Bram Jaques (Groen, 1.252)

#### Limburg
Dit is de uitslag voor de provincie Limburg.
| Limburg         | Limburg         | 2024   | 2024    | 2024  | 2019   | 2019 | verschil |
| Partij          | Partij          | Zetels | stemmen | %     | Zetels | %    | Zetels   |
| --------------- | --------------- | ------ | ------- | ----- | ------ | ---- | -------- |
|                 | VB              | 5      | 141.912 | 24,94 | 3      | 20,2 | +2       |
|                 | N-VA            | 4      | 135.747 | 23,86 | 4      | 22,0 | =        |
|                 | CD&V            | 3      | 92.984  | 16,34 | 3      | 19,2 | =        |
|                 | Vooruit         | 2      | 72.166  | 12,68 | 2      | 13,5 | =        |
|                 | PVDA            | 1      | 50.183  | 8,82  | 1      | 5,7  | =        |
|                 | Open Vld        | 1      | 38.185  | 6,71  | 2      | 11,9 | -1       |
|                 | Groen           | 0      | 26.779  | 4,71  | 1      | 6,7  | -1       |
|                 | Overige         | 0      | 10.957  | 1,93  | 0      | 0,9  | -        |
| Totaal          |                 |        |         |       |        |      |          |
| Geldige stemmen | Geldige stemmen | 16     | 568.913 | 100   |        |      |          |

1. ↑  Voor U: 7.338 stemmen; 1,29% / BBB: 3.619 stemmen; 0,64%

- Blanco en ongeldig: 30.727 (5,12%)

Verkozenen:
- Zuhal Demir (N-VA, 65.793)
- Jo Brouns (CD&V, 46.714)
- Chris Janssens (VB, 41.803)
- Jan Peumans (N-VA, 22.165)
- Karolien Grosemans (N-VA, 15.241)
- Tom Seurs (N-VA, 14.688)
- Roosmarijn Beckers (VB, 13.733)
- Gaby Colebunders (PVDA, 13.116)
- Kris Verduyckt (Vooruit, 12.555)
- An Christiaens (CD&V, 11.970)
- Els Robeyns (Vooruit, 11.485)
- Toon Vandeurzen (CD&V, 11.414)
- Michiel Awouters (VB, 11.018)
- Lydia Peeters (Open Vld, 10.825)
- Leo Pieters (VB, 9.896)
- Mercina Claesen (VB, 9.729)

#### Oost-Vlaanderen
Dit is de uitslag voor de provincie Oost-Vlaanderen.
| Oost-Vlaanderen | Oost-Vlaanderen | 2024   | 2024      | 2024  | 2019   | 2019 | verschil |
| Partij          | Partij          | Zetels | stemmen   | %     | Zetels | %    | Zetels   |
| --------------- | --------------- | ------ | --------- | ----- | ------ | ---- | -------- |
|                 | VB              | 7      | 238.108   | 23,28 | 6      | 20,6 | +1       |
|                 | N-VA            | 6      | 227.043   | 22,19 | 6      | 22,2 | =        |
|                 | Vooruit         | 5      | 167.488   | 16,37 | 3      | 10,3 | +2       |
|                 | CD&V            | 3      | 117.056   | 11,44 | 4      | 13,5 | -1       |
|                 | Open Vld        | 2      | 99.395    | 9,72  | 4      | 15,9 | -2       |
|                 | Groen           | 2      | 81.074    | 7,93  | 3      | 10,5 | -1       |
|                 | PVDA            | 2      | 78.788    | 7,70  | 1      | 5,5  | +1       |
|                 | Overige         | 0      | 14.044    | 1,38  | 0      | 1,5  | -        |
| Totaal          |                 |        |           |       |        |      |          |
| Geldige stemmen | Geldige stemmen | 27     | 1.022.996 | 100   |        |      |          |

1. ↑  Voor U: 9.078 stemmen; 0,89% / BBB: 4.966 stemmen; 0,49%

- Blanco en ongeldig: 45.369 (4,25%)

Verkozenen:
- Conner Rousseau (Vooruit, 75.801)
- Guy D'haeseleer (VB, 55.938)
- Matthias Diependaele (N-VA, 47.001)
- Freya Van den Bossche (Vooruit, 28.409)
- Nicole de Moor (CD&V, 28.247)
- Stephanie D'Hose (Open Vld, 20.135)
- Sarah Smeyers (N-VA, 17.481)
- Mieke Schauvliege (Groen, 17.202)
- Joke Schauvliege (CD&V, 16.757)
- Freija Van den Driessche (VB, 15.995)
- Filip Brusselmans (VB, 14.894)
- Egbert Lachaert (Open Vld, 14.710)
- Koen Daniëls (N-VA, 14.040)
- Onno Vandewalle (PVDA, 10.817)
- Kristof Slagmulder (VB, 10.647)
- Ilse Malfroot (VB, 10.138)
- Kurt De Loor (Vooruit, 9.944)
- Robrecht Bothuyne (CD&V, 8.970)
- Frederik Sioen (Vooruit, 8.457)
- Tomas Roggeman (N-VA, 7.895)
- Lieven Dehandschutter (N-VA, 7.612)
- Adeline Blancquaert (VB, 7.607)
- Johan Deckmyn (VB, 7.586)
- Burak Nalli (Vooruit, 7.286)
- Fourat Ben Chikha (Groen, 6.517)
- Andries Gryffroy (N-VA, 5.909)
- Debby Burssens (PVDA, 4.762)

#### Vlaams-Brabant
Dit is de uitslag voor de provincie Vlaams-Brabant.
| Vlaams-Brabant  | Vlaams-Brabant  | 2024   | 2024    | 2024  | 2019   | 2019 | verschil |
| Partij          | Partij          | Zetels | stemmen | %     | Zetels | %    | Zetels   |
| --------------- | --------------- | ------ | ------- | ----- | ------ | ---- | -------- |
|                 | N-VA            | 5      | 168.814 | 23,27 | 6      | 25,8 | -1       |
|                 | VB              | 4      | 126.749 | 17,47 | 3      | 13,3 | +1       |
|                 | Vooruit         | 3      | 96.154  | 13,25 | 2      | 9,5  | +1       |
|                 | CD&V            | 3      | 90.776  | 12,51 | 3      | 13,0 | =        |
|                 | Open Vld        | 3      | 88.439  | 12,19 | 3      | 15,6 | =        |
|                 | Groen           | 2      | 59.004  | 8,13  | 3      | 12,2 | -1       |
|                 | PVDA            | 1      | 58.670  | 8,09  | 0      | 4,6  | +1       |
|                 | UF              | 0      | 20.452  | 2,82  | 0      | 4,1  | =        |
|                 | Overige         | 0      | 16.517  | 2,28  | 0      | 1,5  | -        |
| Totaal          |                 |        |         |       |        |      |          |
| Geldige stemmen | Geldige stemmen | 21     | 725.565 | 100   |        |      |          |

1. ↑  Voor U: 9.068 stemmen; 1,25% / Partij voor de Bomen: 3.771 stemmen; 0,52% / Volt Europa: 3.668 stemmen; 0,51%

- Blanco en ongeldig: 39.843 (5,21%)

Verkozenen:
- Ben Weyts (N-VA, 33.498)
- Gwendolyn Rutten (Open Vld, 23.752)
- Klaas Slootmans (VB, 22.781)
- Nadia Sminate (N-VA, 21.906)
- Bieke Verlinden (Vooruit, 19.588)
- Peter Van Rompuy (CD&V, 19.169)
- Katrien Houtmeyers (N-VA, 15.517)
- Line De Witte (PVDA, 12.924)
- Katrien Partyka (CD&V, 11.295)
- Eva Platteau (Groen, 11.226)
- Eva De Bleeker (Open Vld, 9.998)
- Suzy Wouters (VB, 9.865)
- Ine Tombeur (N-VA, 9.542)
- Kris Poelaert (CD&V, 9.518)
- Hans Bonte (Vooruit, 8.998)
- Katia Segers (Vooruit, 7.309)
- Aimen Horch (Groen, 6.916)
- Arnout Coel (N-VA, 6.806)
- Jan Laeremans (VB, 6.666)
- Maurits Vande Reyde (Open Vld, 6.093)
- Frédéric Erens (VB, 5.468)

#### West-Vlaanderen
Dit is de uitslag voor de provincie West-Vlaanderen.
| West-Vlaanderen | West-Vlaanderen | 2024   | 2024    | 2024  | 2019   | 2019 | verschil |
| Partij          | Partij          | Zetels | stemmen | %     | Zetels | %    | Zetels   |
| --------------- | --------------- | ------ | ------- | ----- | ------ | ---- | -------- |
|                 | VB              | 6      | 207.902 | 25,50 | 5      | 20,2 | +1       |
|                 | N-VA            | 5      | 177.789 | 21,81 | 5      | 19,7 | =        |
|                 | CD&V            | 4      | 146.291 | 17,95 | 5      | 23,5 | -1       |
|                 | Vooruit         | 3      | 120.690 | 14,81 | 3      | 12,2 | =        |
|                 | Open Vld        | 1      | 61.046  | 7,49  | 3      | 12,3 | -2       |
|                 | Groen           | 1      | 46.179  | 5,66  | 1      | 7,1  | =        |
|                 | PVDA            | 1      | 43.162  | 5,29  | 0      | 3,4  | +1       |
|                 | Overige         | 0      | 12.119  | 1,48  | 0      | 1,8  | -        |
| Totaal          |                 |        |         |       |        |      |          |
| Geldige stemmen | Geldige stemmen | 21     | 815.178 | 100   |        |      |          |

1. ↑  Voor U: 9.553 stemmen; 1,17% / L99: 2.566 stemmen; 0,31%

- Blanco en ongeldig: 41.529 (4,85%)

Verkozenen:
- Hilde Crevits (CD&V, 77.533)
- Sander Loones (N-VA, 38.449)
- Immanuel De Reuse (VB, 27.434)
- Bart Dochy (CD&V, 26.487)
- Brecht Warnez (CD&V, 17.518)
- Pablo Annys (Vooruit, 16.577)
- Loes Vandromme (CD&V, 14.759)
- Sarah T'Joens (VB, 13.103)
- Eva Ryde (N-VA, 12.644)
- Jasper Pillen (Open Vld, 12.282)
- Stefaan Sintobin (VB, 12.261)
- Bert Maertens (N-VA, 10.721)
- Tom Lamont (VB, 10.168)
- Griet Vanryckegem (N-VA, 9.159)
- Yves Buysse (VB, 9.028)
- Gijs Degrande (N-VA, 8.630)
- Carmen Ryheul (VB, 7.936)
- Jeremie Vaneeckhout (Groen, 7.903)
- Maxim Veys (Vooruit, 7.298)
- Ilona Vandenberghe (PVDA, 6.488)
- Nawal Maghroud (Vooruit, 6.429)